# هارولد و کومار فرار از خلیج گوانتانامو
هارولد و کومار فرار از خلیج گوانتانامو (به انگلیسی: Harold & Kumar) که با نام هارولد و کومار ۲ نیز شناخته می‌شود، فیلمی کمدی است که در سال ۲۰۰۸ در آمریکا منتشر شد و در ادامه فیلمی به همین نام در سال ۲۰۰۴ است. همچون فیلم قبلی جان چو و کال پن بازیگران اصلی این فیلم را تشکیل می دهند. نیل پاتریک هریس نیز در این فیلم در نقش کوتاهی که در تلاش برای هجو خودش بود ظاهر شده است.
این فیلم در تاریخ ۲۵ آوریل ۲۰۰۸ توسط کمپانی برادران وارنر منشر شد.